# Департамент международного военного сотрудничества Министерства обороны Республики Беларусь
Департамент международного военного сотрудничества Министерства обороны Республики Беларусь (бел. Дэпартамент міжнароднага ваеннага супрацоўніцтва Міністэрства абароны Рэспублікі Беларусь) — структурное подразделение центрального аппарата Министерства обороны, уполномоченное осуществлять функции в сфере международного военного сотрудничества и контроля над вооружениями. При осуществлении своей деятельности взаимодействует с другими органами военного управления, объединениями, соединениями, воинскими частями и организациями Вооружённых сил, а также с государственными органами и иными организациями, устанавливает и развивает военное сотрудничество с иностранными государствами и международными организациями.

## История
В декабре 1992 года начальником Главного штаба Вооруженных Сил Республики Беларусь генерал-майором Чуркиным Н.П. было принято решение о создании в центральном аппарате рабочей группы из числа офицеров, владеющих иностранными языками для выполнения первоначальных задач по осуществлению контактов с иностранными военными атташе и представителями военных ведомств других стран. В рабочую группу вошли представители оперативного управления Главного штаба, управления воспитательной работы Министерства обороны, военной кафедры Минского государственного педагогического института иностранных языков.
1 января 1995 года в штат управления внешних связей была переведена из договорно-правового управления группа международно-договорных отношений, а деятельность управления стала координироваться помощником министра обороны по вопросам военной политики.
21 декабря 2001 года в соответствии с приказом Министра обороны Республики Беларусь от 17 декабря 2001 г. № 835 управление внешних связей реорганизовано в управление международного военного сотрудничества Министерства обороны.

## Структура
Руководящая должность представлена начальником департамента. При нём действуют два заместителя, один из которых по совместительству является главой 1-го управления, и один помощник. Структурно департамент делится на 1-е (внешних связей) и 2-е (верификации) управления.

## Задачи и функции
Задачами департамента являются:
- участие в реализации государственной политики Республики Беларусь в сфере международного военного сотрудничества и контроля над вооружениями;
- обеспечение выполнения обязательств в рамках международных договоров в области контроля над вооружениями;
- непосредственное руководство деятельностью Вооружённых Сил по организации и осуществлению международного военного сотрудничества и контроля над вооружениями;
- разработка предложений в сфере международного военного сотрудничества;
- формирование и совершенствование договорно-правовой базы в сфере международного военного сотрудничества и контроля над вооружениями;
- проверка выполнения договорных обязательств другими государствами-участниками договоров в области контроля над вооружениями;
- участие в переговорах по вопросам международного военного сотрудничества и контроля над вооружениями в составе делегаций Республики Беларусь;
- участие в информационном сопровождении международного военного сотрудничества и выполнения Республикой Беларусь обязательств по международным договорам в области контроля над вооружениями;
- 'организация протокольного обеспечения мероприятий, проводимых Министерством обороны с участием представителей иностранных государств и международных организаций.

К функциям органа относятся:
- формирование предложений о развитии основных направлений международного военного сотрудничества Министерства обороны;
- организация выполнения международных договоров в области контроля над вооружениями;
- организация проверки выполнения договорных обязательств другими государствами-участниками договоров в области контроля над вооружениями;
- организация проведения Министерством обороны мероприятий по международному военному сотрудничеству;
- участие в подготовке проектов международных договоров Республики Беларусь по вопросам международного военного сотрудничества и в области контроля над вооружениями;
- подготовка проектов нормативных правовых актов по вопросам международного военного сотрудничества, входящим в компетенцию департамента, а также контроля над вооружениями на территории Республики Беларусь;
- организация участия военнослужащих Вооружённых Сил в деятельности по поддержанию международного мира и безопасности;
- создание и использование банков данных о международных договорах, проводимых переговорах по международному военному сотрудничеству и в области контроля над вооружениями, а также иных справочных информационно-аналитических материалов по вопросам, входящим в компетенцию департамента;
- сбор и обобщение данных о структуре и численности Вооружённых Сил, наличии вооружения и военной техники в Республике Беларусь и других государствах-участниках договоров в области контроля над вооружениями;
- подготовка информации, предусмотренной в обязательствах в рамках международных договоров  в области контроля над вооружениями, в том числе во взаимодействии с Министерством внутренних дел, Министерством по чрезвычайным ситуациям, Государственным пограничным комитетом, иными государственными органами;
- анализ, обобщение и систематизация информации о практике международного военного сотрудничества и контроля над вооружениями, ее оценка и выработка предложений о повышении эффективности международного военного сотрудничества и контроля над вооружениями в интересах обеспечения национальной и региональной безопасности;
- планирование и анализ инспекционной деятельности в области контроля над вооружениями на территории Республики Беларусь и на территории других государств-участников договоров в данной области;
- обеспечение инспекционной деятельности на территории страны иностранных инспекторов и наблюдателей в области контроля над вооружениями;
- передача, приём уведомлений и информации, предусмотренных в договорах в области контроля над вооружениями, оповещение о них заинтересованных республиканских органов государственного управления и государственных организаций;
- участие в организации всех видов сопровождения процессов ликвидации и переоборудования вооружения и военной техники в соответствии с международными договорами в области контроля над вооружениями;
- подбор и подготовка совместно с заинтересованными республиканскими органами государственного управления инспекторов и наблюдателей для проведения инспекций и наблюдений по контролю над вооружениями;
- обеспечение функционирования пунктов въезда (выезда) на территории Республики Беларусь для членов иностранных инспекционных групп, осуществляющих деятельность в области контроля над вооружениями;
- организация защиты государственных секретов в деятельности департамента; организация взаимодействия с военно-дипломатическим корпусом, аккредитованным при Министерстве обороны, а также участие в организации деятельности военных дипломатов Республики Беларусь за рубежом по вопросам, относящимся к компетенции Департамента;
- организация протокольного, материального, технического, транспортного и информационного обеспечения проведения Министерством обороны мероприятий по международному военному сотрудничеству и контролю над вооружениями;
- координация деятельности Вооружённых Сил при выполнении мероприятий по международному военному сотрудничеству и контролю над вооружениями;
- методическое руководство планированием и выполнением мероприятий по международному военному сотрудничеству и контролю над вооружениями;
- осуществление иных функций в соответствии с законодательными актами и международными договорами.

## Концепция
Департамент осуществляет свою деятельность на основании концепции международного военного сотрудничества Министерства обороны Республики Беларусь, утверждённую приказом главы военного ведомства от 10 ноября 2010 г. № 1010. Она представляет систему взглядов на содержание, принципы и основные направления деятельности в сфере сотрудничества с военными ведомствами других стран. Концепция призвана обеспечить единство подходов к деятельности Министерства обороны в сфере международного военного сотрудничества, создать методологическую основу ее совершенствования и развития, способствовать реализации национальных интересов в сфере военной безопасности Республики Беларусь.

## Эмблема
В пятиконечной гофрированной золотой звезде — красный картуш с серебряной каймой, внутри которого находится глобус. Сверху на шаре руки в рыцарских доспехах, держащие меч рукоятью вниз. Композицию поддерживает лавровый венок.
Утверждено приказом Министра обороны от 22.09.2016 № 1220.
Зарегистрировано в Государственном геральдическом реестре 26 января 2017 года. Регистрационный номер B-1251.